# Lost Boys: The Tribe
Lost Boys: The Tribe è un film del 2008 diretto da P.J. Pesce ed interpretato da Tad Hilgenbrink, Angus Sutherland, Autumn Reeser e Corey Feldman.
È il sequel di Ragazzi perduti (1987).

## Trama
In seguito alla morte dei genitori, l'ex surfista professionista Chris Emerson e sua sorella minore Nicole si trasferiscono a vivere a Luna Bay, in California, in una casa di proprietà della zia Jillian. Chris lascia un messaggio nella roulotte di Edgar Frog, costruttore di tavole da surf, nella speranza di ottenere da lui un lavoro che gli permetta di guadagnare qualche soldo. Poco dopo Chris viene avvicinato dall'ex surfista Shane Powers che lo invita ad una festa per quella sera.
Chris e Nicole vanno alla festa, dove Shane e i suoi amici Kyle, Erik e Jon si intrattengono con gli ospiti. Mentre Chris fa la doccia con una ragazza di nome Lisa, Shane si avvicina a Nicole, chiacchiera con lei per un po' e poi la induce a bere il suo sangue. Quando Chris scopre che Nicole è stata con Shane, il ragazzo va su tutte le furie e la riporta a casa, dove la ragazza inizia a manifestare forza e rabbia vampirica. Ma prima che Nicole possa uccidere Chris, viene messa fuori combattimento da Edgar, che rivela di essere un cacciatore di vampiri e che Nicole è stata infettata dal vampirismo. Dopo aver cacciato Edgar fuori di casa, Chris viene raggiunto da Lisa, la quale tenta di sedurlo e di nutrirsi del suo sangue. Facendo per respingerla, il ragazzo finisce accidentalmente per impalarla contro una rastrelliera di corna.
Finalmente convinto della situazione, Chris cerca l'aiuto di Edgar, il quale spiega che Nicole è solo per metà vampiro e rimarrà tale a meno che non si nutra di sangue, e può tornare nuovamente umana se essi uccideranno il capo vampiro. Chris riesce in tempo ad impedire a Nicole di nutrirsi del ventiduenne Evan Monroe, un ragazzo che la corteggia, e le spiega cosa le sta succedendo. La ragazza resta sconvolta nell'apprendere quello che ha quasi fatto. Tuttavia, Shane la attira nella loro tana e fanno sesso.
Chris ed Edgar complottano affinché Chris "si unisca" alla tribù dei vampiri per scoprire l'ubicazione della loro tana. Il ragazzo beve il sangue di Shane e inizia a sviluppare tratti da vampiro, ma quando la tribù (esclusi Shane e Nicole) si nutre di un gruppo di ragazze, si rifiuta di cibarsi ed uccide Jon impalandolo con un bastone per legittima difesa. Edgar si unisce a lui e i due si recano nella tana dei vampiri, uccidendo Erik e Kyle. Chris impala Erik con un grosso trapano ed Edgar uccide Kyle facendogli esplodere la testa con un palloncino di acqua santa.
Nel frattempo, Shane incita Nicole ad uccidere Evan, che hanno legato e imbavagliato per lei, ma la ragazza si rifiuta. Con l'aiuto di Chris, Nicole impala Shane con un paletto. Proprio mentre Shane tenta di uccidere Nicole con lo stesso paletto, giunge Chris con una spada e con essa lo decapita, riportandoli entrambi alla normalità. I due ragazzi ringraziano Edgar, che promette di fatturare loro i suoi servizi, ed Evan coglie l'occasione per chiedere a Nicole un appuntamento. A casa i due ragazzi si confrontano con la zia, che crede che abbiano fatto uso di droghe e promette loro tolleranza zero.
In una scena a metà dei titoli di coda, Edgar incontra Sam Emerson, ora un vampiro. I due scambiano alcune parole e poi si scagliano l'uno contro l'altro mentre riprendono i titoli di coda.

### Finali alternativi
- In un finale alternativo, Edgar si sta ripulendo dopo la caccia al vampiro quando Sam Emerson (che non è un vampiro) bussa alla sua porta. Sam lo avverte che suo fratello Alan sta arrivando per regolare i conti. Edgar è riluttante ad accettare l'aiuto di Sam, ma il giovane insiste di averne bisogno. La scena si conclude con il vampiro Alan e una compagna che guidano all'impazzata per recarsi ad affrontare Edgar.
- Un altro finale alternativo è una versione leggermente estesa del primo, ma con Sam che indossa occhiali da sole neri e mostra a Edgar i segni di morsi sul collo.

## Sviluppo
Progetti per un sequel di Ragazzi perduti erano in varie fasi di sviluppo fin dall'uscita del film originale. Il regista del film originale Joel Schumacher avrebbe voluto fare un sequel intitolato The Lost Girls prima dell'annuncio di The Tribe, un film nel quale egli non aveva alcun input e non credeva dovesse essere realizzato. Inoltre, venne presa in considerazione anche una sceneggiatura chiamata Lost Boys: Devil May Cry.

### Sceneggiatura
Hans Rodionoff scrisse originariamente una sceneggiatura sui lupi mannari che facevano surf intitolata The Tribe, che fu rifiutata da diversi studi cinematografici tra cui la Warner Bros. per la sua somiglianza con Ragazzi perduti. I dirigenti della Warner Bros. cambiarono idea quando decisero di fare un sequel, e poi convinsero Rodionoff a modificare la sceneggiatura per renderla un sequel di Ragazzi perduti, incluso la trasformazione dei lupi mannari dell'originale in vampiri.

### Casting
Corey Feldman è tornato ad interpretare il ruolo di Edgar Frog, ma inizialmente era riluttante a partecipare al sequel. Merwin Mondesir, Shaun Sipos e Kyle Cassie furono scelti per interpretare i vampiri guidati dal personaggio interpretato da Angus Sutherland, Shane. Al cast si è aggiunta anche Moneca Delain.
Si diceva che Jason Patric, che interpretava Michael nel primo film, sarebbe tornato nel ruolo per una piccola scena nel sequel; tuttavia, questo è stato smentito in un'intervista di MTV del 28 agosto 2007 con Corey Feldman. Corey Haim riprende brevemente il ruolo di Sam Emerson, ma appare solo dopo una parte dei titoli di coda del film e nei due finali alternativi quasi identici. Anche Jamison Newlander è elencato nei titoli di coda del film, sebbene appaia solo brevemente nei panni di Alan Frog nei due finali alternativi.

### Produzione
Il film è stato girato in Canada da agosto a settembre 2007.

## Colonna sonora
Nathan Barr ha composto la colonna sonora originale del film. Una colonna sonora di canzoni di vari artisti è stata pubblicata dalla Adrenaline Records il 22 luglio 2008. L'album include una cover di "Cry Little Sister" di Aiden.

### Tracce
1. Aiden - "Cry Little Sister" (5:23)
2. Airbourne - "Too Much, Too Young, Too Fast" (3:42)
3. Eagles of Death Metal - "Don't Speak (I Came to Make a Bang)" (2:48)
4. Yeah Whatever - "Summertime" (3:38)
5. Seether - "Burrito" (live acoustic) (4:02)
6. Dave Gahan - "Kingdom" (4:34)
7. G. Love & Special Sauce - "Long Way Down" (4:10)
8. PJ & The Chile Rellenos - "Wish You Were Here" (3:16)
9. Starsailor - "In My Blood" (3:55)
10. The Von Bondies - "Only to Haunt You" (3:16)
11. Blind Melon - "For My Friends" (2:45)
12. The Hold Steady - "Knuckles" (3:47)
13. Styles of Beyond - "Nine Thou" (Grant Mohrman Superstars remix) (4:03)
14. Hindu Kush - "Day Fire" (4:05)
15. Jackpot - "Dizzy" (4:49)
16. Nathan Barr - "Suite" (4:32)

## Accoglienza
Il film è stato il DVD più venduto della Warner Premiere nel 2008, ottenendo risultati così impressionanti che la Warner ha immediatamente dato il via libera ad un terzo capitolo. Ha coperto il costo di produzione di 5 milioni di dollari nelle prime tre settimane dal rilascio. Al gennaio 2011, ha venduto oltre 1.250.000 copie, un record per un'uscita diretta su DVD.
Nonostante il successo del DVD, il film ha ricevuto recensioni negative. Attualmente ha un punteggio di 0% su Rotten Tomatoes basato su 7 recensioni, con una valutazione media di 2,85/10.

## Sequel
Un terzo film, Lost Boys: The Thirst, diretto da Dario Piana e scritto da Evan Charnov è stato distribuito direct-to-DVD dalla Warner Premiere.
Sia Corey Feldman che Jamison Newlander hanno ripreso i rispettivi ruoli dei fratelli Frog. Le riprese sono iniziate nel novembre 2009 in Sud Africa e la super modella sudafricana Tanit Phoenix è stata scelta per il ruolo di Gwen Lieber, autrice di romanzi romantici sui vampiri.